# سیارک ۹۲۶۳
سیارک ۹۲۶۳ (به انگلیسی: 9263 Khariton، نامگذاری:1976SX5) نه هزار و دویست و شصت و سومین سیارک کشف شده‌است که در ۲۴ سپتامبر ۱۹۷۶ کشف شد.
قدر مطلق سیارک برابر ۲۴.۵ است.